# Aze (revista)
Aze (estilizado como AZE) es una revista literaria para personas asexuales, arrománticas y agénero creada en 2016 y publicada en línea. Hasta el 2019 se conocía como The Asexual, y posteriormente se expandió para incluir a personas arrománticas y agénero. La revista publica artes visuales, poesía y ensayos personales y académicos sobre las experiencias de asexualidad, el arromanticismo y agénero y sus diversas intersecciones. Fue fundada por Michael Paramo.
Está catalogada como recurso educativo en diferentes centros universitarios estadounidenses, y en otros sitios como el libro de ficción para jóvenes de Alice Oseman, Loveless (2022). Los textos de Aze han sido referenciados en trabajos académicos publicados por Feminist Formations, Sexualities, Archives of Sexual Behavior y Communication Education, entre otros.

## Contenido
Aze publica sus números en línea en volúmenes de cuatro revistas. En 2019, la revista modificó su nombre de The Asexual a AZE para representar un cambio en el enfoque de su contenido más allá de la identidad asexual, incluida la gris-asexualidad y la demisexualidad, así como las personas en el espectro arromántico y las personas agénero. La revista había publicado previamente un número centrado en las experiencias de personas agénero en 2018.
La mayoría de los números se centran en una intersección o tema específico relacionado con las experiencias asexuales, arrománticas y agénero. Los temas que se han explorado en los números de la revista incluyen «masculinidades asexuales», «redefinición de las relaciones» y «arromanticismo». Otros números se han centrado en la imagen corporal, la raza, la representación en los medios, el género, la sexualidad y la atracción. Ha publicado entrevistas con Pragati Singh en 2018 y 2023.
El contenido de la revista es editado por su fundador, Michael Paramo. Se habló de la revista en una entrevista para Sex Out Loud con Tristan Taormino en 2019. Su contenido fue referenciado en Ending the Pursuit, un libro sobre asexualidad, arromanticismo e identidad agénero publicado por Unbound en 2024.

## Recepción
El enfoque de Aze en la publicación de los puntos de vista de personas asexuales, arrománticas y agénero ha sido reconocido como único ya que estas experiencias «a menudo están ausentes en otros medios». La revista está incluida como recurso en la Red para la Educación y Visibilidad de la Asexualidad, Sounds Fake but Okay, algunos centros de recursos universitarios estadounidenses, y en el libro de ficción para adultos jóvenes de Alice Oseman Loveless (2022).
La revista destaca por su inclusión de personas de color dentro de las comunidades asexuales, arrománticas y agénero, particularmente de personas BIPOC (negras, indígenas y personas de color, por sus iniciales en inglés) y latinas. Janeth Montenegro Márquez argumentó que «AZE hace un buen trabajo al crear un nicho para las personas que lo anhelan», al brindar «a otras personas queer, especialmente a las personas queer BIPOC, una comunidad en la que explorar sus identidades» y teorizar sobre sus experiencias cuando «en otros espacios LGBT» quizá no pudieran hacerlo. Foster et al. señalan que el número de la revista que habla sobre la raza contribuyó a expandir las percepciones de la comunidad asexual más allá de la experiencia de las personas blancas. Justin Smith hizo referencia a un poema publicado en Aze para argumentar que existen conexiones inherentes entre ser una persona negra y la asexualidad. Ben Brandley y Angela Labrador citaron un artículo de la revista que argumentaba que las personas de color pueden llegar a sentirse excluidas de la comunidad asexual.
La académica Anna Kurowicka hizo referencia al número de la revista sobre discapacidad para examinar las intersecciones entre las narrativas de asexualidad y discapacidad, argumentando la necesidad de cuestionar los límites entre ambas experiencias.
En un libro editado por Angela M. Schubert y Mark Pope, los autores Stacey Litam y Megan Speciale hacen referencia a un artículo publicado en Aze que analiza diferentes tipos de atracción como multidimensionales, incluyendo la sexual, romántica, estética, sensual, emocional e intelectual, para defender la necesidad de ampliar las nociones de atracción más allá de la atracción sexual dentro del contexto de las relaciones interpersonales.